# Beaumont-sur-Sarthe

Beaumont-sur-Sarthe este o comună în departamentul Sarthe, Franța. În 2009 avea o populație de 2,094 de locuitori.